# Payara
Payara Server — сервер приложений с открытым исходным кодом, полученный из GlassFish Server Open Source Edition. Он был создан в 2014 году компанией C2B2 Consulting в качестве замены для GlassFish после того, как Oracle объявила о прекращении коммерческой поддержки GlassFish. По сравнению с GlassFish, Payara Server выпускается чаще ежеквартально с добавлением исправлений ошибок, исправлений и улучшений. С апреля 2016 года Payara Server спонсируется Payara Services Ltd, которая отвечает за постоянное развитие и координацию участия сообщества.